# 歐拉·拉波瑟
歐拉·拉波瑟（英語：Ola Rapace，1971年12月3日—）是一位瑞典男演員。

## 早年
歐拉·拉波瑟於1971年12月3日出生於瑞典。

## 事業
他在2004年的英語電影《腐臭》中扮演一個小角色，也有出演於2012年的詹姆士·龐德電影《007：空降危機》裡。

## 個人生活
拉波瑟在2001年與女演員歐蜜·瑞佩斯結婚；2011年離婚，並育有一個出生於2003年的兒子列夫。2008年10月，他因擁有可卡因而被逮捕，2009年4月因輕微毒品犯罪而被判罰款。

## 外部連結
- 歐拉·拉波瑟在互联网电影资料库（IMDb）上的資料（英文）